# F6U Pirate
Az F6U Pirate volt az amerikai Chance Vought társaság első sugárhajtású vadászrepülőgépe. Az Egyesült Államok Haditengerészete Repülésügyi hivatala (BuAer) 1944. szeptember 5-én adott ki egy együléses, repülőhordozóra szánt vadászrepülőgépre specifikációt Westinghouse "24C", később "J34" sugárhajtóművel. Ugyanez év decemberében a Chance Vought szerződést írt alá három prototípus leszállítására, melyből az első "XF6U-1" 1946. október 2-án szállt fel.

## Tervezés és fejlesztés
A Pirate nem volt különleges konstrukció: a levegőbeömlő nyílás a szárnytőben volt, a fúvócső nyílása a farokrész alatt, egyenes szárnyakkal és opcionálisan felszerelhető szárnyvégi üzemanyag-tartályokkal rendelkezett. A sárkányszerkezete azonban újszerű elemeket is tartalmazott, felhasználták a Metalite fantázianevű kompozit lemezt, mely balsafából állt kétoldalt vékony alumíniumlemez borítással, valamint a Fabrilite lemezt, melynél a balsafát kétoldalt üvegszálas műanyag borítás veszi körül a függőleges vezérsíkhoz és a levegőbeömlő nyílásokhoz. A sorozatgyártású gépek a vízszintes vezérsíkon még egy-egy függőleges terelőlapot is kaptak. Bár nem volt annyira konzervatív szerkezet, mint a Ryan FR Fireball, melynél a fel- és leszálláshoz külön dugattyús motor hajtotta légcsavart alkalmaztak, az F6U mégiscsak gyakorlatilag egy hagyományos dugattyús motoros repülőgép maradt, melybe túlságosan kis teljesítményű gázturbinás sugárhajtóművet építettek.
Az első XF6U–1 prototípust egy Westinghouse J34–WE–22 sugárhajtómű hajtotta 13,34 kN tolóerővel, ez a gép súlyának mindössze harmada volt. Ilyen formán a motor tolóereje nagyon kevés volt. A gép teljesítményének javítása érdekében a harmadik prototípust, mely először 1947. november 10-én repült, Westinghouse J34-WE-30 18,78 kN tolóerejű utánégős hajtóművel építették meg, így ez a gép lett az első amerikai haditengerészeti vadászrepülőgép, mely utánégős hajtóművel repült.

## Rendszerbeállítás
Az első sorozatgyártású F6U–1 1949. március 5-én szállt fel, majd 20 repülőgépet szállítottak le a haditengerészet egy századához operatív próbákra. Ezek eredménye az volt, hogy a Pirate elfogadhatatlanul gyenge gép. A haditengerészet pilótái a repülőgépet mormotának csúfolták.
1950. október 30-án a BuAer értesítette a gyárat, hogy az F6U–1 gép repülési tulajdonságait annyira jelentéktelennek értékelték, hogy harci bevetésre alkalmatlannak nyilvánítják. A repülőgépeket a továbbiakban a repülőgép-hordozóra leszálló gépek fékezőhorgainak tesztelésére használták és átirányították egy texasi haditengerészeti tartalékos század állományába.

## Típusváltozatok
- XF6U–1 – Prototípus, melyből három darab készült.
- F6U–1 – Szériaváltozat, 29 daranot építettek belőle.
- F6U–1P – Fotófelderítő változat, egy példány 1 készült belőle.

## Műszaki adatok (F6U–1)
- Személyzet: 1 fő
- Hossz: 11,46 m
- Fesztáv: 10 m
- Magasság: 3,39 m
- Szárnyfelület: 18,9 m²
- Üres tömeg: 3320 kg
- Felszálló tömeg: 4750 kg
- Hajtómű: 1 darab Westinghouse J34–WE–30A gázturbinás sugárhajtómű
- Maximális tolóerő: 14 kN
- Tolóerő utánégővel: 18,78 kN
- Legnagyobb sebesség: 959 km/h
- Hatótávolság: 1880 km
- Szolgálati csúcsmagasság: 14 100 m
- Emelkedőképesség: 40,95 m/s
- Szárny felületi terhelése: 304 kg/m²
- Tolóerő–súly arány: 0,327
- Fegyverzet: 4 db 20 mm-es Hispano HS.404 M3 gépágyú a alul a törzs orr-részébe